# Cerasella
Cerasella è una canzone in lingua napoletana scritta nel 1957, da Enzo Bonagura, Danpa e Eros Sciorilli, e lanciata da Gloria Christian e Wilma De Angelis in occasione del Festival di Napoli del 1959, dove ottenne il IV premio. Il 45 giri Cerasella/Sarrà chi sa...! della Christian ebbe un ottimo successo e raggiunse la 6ª posizione nella hit parade italiana.

## Interpretazioni

### Altre versioni
- Nel 1984 Cinzia Oscar realizza una cover del brano per l'album Io napoletanissima (M.E.A. Sud, MLP 540), direzione orchestrale ed arrangiamento di Antonio Balsamo.

## Nel cinema
Dopo il successo della canzone fece seguito l'omonimo film, scritto e girato da Raffaello Matarazzo. La colonna sonora venne affidata a Fausto Cigliano.